# Synagoge Geroda (Unterfranken)

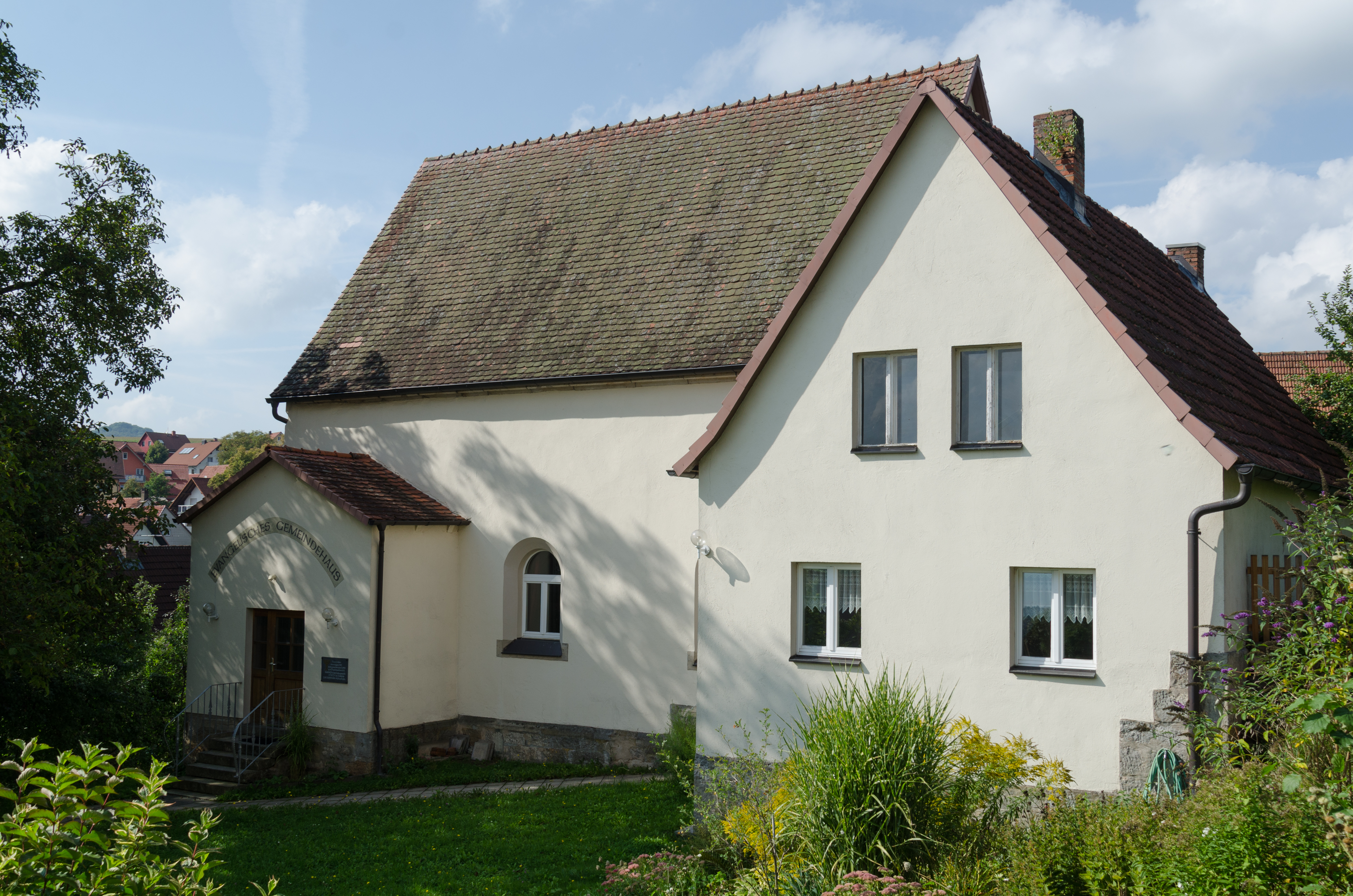
Ehemalige Synagoge in Geroda

Die Synagoge in Geroda, einem Markt im unterfränkischen Landkreis Bad Kissingen (Bayern), wurde 1906/07 errichtet. Die profanierte Synagoge mit der Adresse Kirchberg 5 ist ein geschütztes Baudenkmal.

## Geschichte
Die Synagoge wurde am 16. August 1907 feierlich eingeweiht. Der Toraschrein stammte aus der ehemaligen Synagoge von Werneck. 
Beim Novemberpogrom 1938 brachen SS-Männer aus Geroda in die Synagoge ein und zerstörten die Inneneinrichtung. Die Torarollen und die Ritualien wurden im Garten verbrannt. 
Das Gebäude der Synagoge blieb erhalten und wird heute als evangelisches Gemeindehaus genutzt. Der Gesamteindruck des Gebäudes ist trotz einiger Umbauten erhalten geblieben.

## Gedenken
Am Gebäude befindet sich eine Gedenktafel mit der Inschrift: „Dieses Gebäude, erbaut im Jahre 1907, die Inneneinrichtung wurde 1938 in der Pogromnacht zerstört, diente der Jüdischen Kultusgemeinde Geroda als Synagoge. Zur Erinnerung und Mahnung“.